# Jacobs R-755
Le Jacobs R-755, ou L-4 dans la désignation du constructeur, est un moteur radial d'aviation à sept cylindres, produit à partir de 1933 par la Jacobs Aircraft Engine Company, un industriel américain basé à Pottstown (Pennsylvanie). Conformément à la nomenclature des moteurs dans les forces armées américaines, la lettre R désigne sa disposition (moteur radial) tandis que 755 est sa cylindrée, exprimée en pouces cubes (ce qui correspond à 12,3 litres).

## Historique
La société est créée en 1926. Ses premiers moteurs ne sont pas produits en grande série, le L-4 est le premier succès commercial et reste le moteur le plus produit et le connu de la compagnie.

## Caractéristiques
Le R-755 ne possède aucune suralimentation, ce qui diminue la puissance à mesure que l'avion monte. C'est un moteur aux réglages plutôt conservateurs, conçu en priorisant la durée de vie, la fiabilité et la simplicité d'entretien, plus que la performance,. Il n'est pas réputé, en revanche, pour le confort : le moteur génère beaucoup de vibrations à bas régime, ce qui lui vaut d'être surnommé « Shaky Jake » dans les escadrilles. Une caractéristique inhabituelle du R-755 est son système d'allumage : chaque cylindre possède deux bougies qui sont reliées à des systèmes complètement différents : un jeu de bougies est alimenté par batterie, tandis que l'autre est relié à un magnéto. Ce n'est pas vrai pour toutes les versions, certaines ont deux systèmes de magnéto.

## Versions et dérivés
- R-755E et EF : versions à puissance augmentée et équipées d'un réducteur, pour les hélicoptères[5].
- R-830 (L-5) : version agrandie, cylindrée portée à 13,6 litres[6].
- R-915 (L-6) : cylindrée portée à 15 litres[6].
- R-755S : moteurs modifiés par une autre entreprise (Page Aircraft Engines), dans les années 1960, avec l'ajout d'un turbocompresseur[7].

## Utilisations principales
- De nombreux biplans de transports produits par Waco au cours des années 1930.
- Une version, désignée PT18, Boeing-Stearman Model 75, avion d'entraînement basique des forces armées américaines pendant la seconde guerre mondiale.
- Cessna AT-17 Bobcat, bimoteur d'entrainement, destiné à la transition des pilotes vers avion multimoteur[8].
- Cessna 195.

Après la guerre, de nombreux avions, dont les Cessna 195, sont équipés de R-755 fabriqués pour les avions d'entrainement militaires et revendus à titre de surplus.

## Moteurs similaires
- Armstrong Siddeley Cheetah
- Bristol Titan
- Continental R-670
- Curtiss R-600 Challenger (en)
- Kinner C-5 (en)
- Lorraine 7M Mizar (en)
- Lycoming R-680
- Wright Whirlwind
- Wolseley Aries (en)